# Héctor Manuel Rivera Pérez
Héctor Manuel Rivera Pérez (* 15. Mai 1933 in Naranjito; † 9. April 2019 in Carolina) war ein puerto-ricanischer Geistlicher und römisch-katholischer Weihbischof in San Juan de Puerto Rico.

## Leben
Héctor Manuel Rivera Pérez empfing am 12. Juni 1966 die Priesterweihe für das Erzbistum San Juan de Puerto Rico.
Papst Johannes Paul II. ernannte ihn am 11. Juni 1979 zum Weihbischof in San Juan de Puerto Rico und Titularbischof von Thubunae in Numidia. Die Bischofsweihe spendete ihm der Erzbischof von San Juan de Puerto Rico, Luis Kardinal Aponte Martínez, am 17. August desselben Jahres; Mitkonsekratoren waren Rafael Grovas Felix, Bischof von Caguas, und Miguel Rodriguez Rodriguez CSsR, Bischof von Arecibo.
Am 31. Oktober 2009 nahm Papst Benedikt XVI. sein altersbedingtes Rücktrittsgesuch an.